# Йохан Вилхелм (Саксония-Йена)
Йохан Вилхелм фон Саксония-Йена (на немски: Johann Wilhelm von Sachsen-Jena; * 28 март 1675, Йена; † 4 ноември 1690, Йена) е херцог на Саксония-Йена (1678 – 1690).

## Живот
Син е на херцог Бернхард фон Саксония-Йена (1638 – 1678) и съпругата му Мари Шарлота Тремуил (1630 – 1682).
При смъртта на баща му на 3 май 1678 г. той е на три години. Според завещанието на баща му, негов опекун става чичо му Йохан Ернст II фон Саксония-Ваймар, след неговата смърт през 1683 г. управлението поема Йохан Георг I фон Саксония-Айзенах и след неговата смърт през 1686 г. Вилхелм Ернст фон Саксония-Ваймар.
Сестра му Шарлота Мария (1669 – 1703) се омъжва на 2 ноември 1683 г. за братовчед им и неговия опекун херцог Вилхелм Ернст фон Саксония-Ваймар (1662 – 1728), през 1690 г. се развежда и отива да живее при него.
Йохан Вилхелм умира преди да стане пълнолетен от едра шарка на 15 години на 4 ноември 1690 г. и е погребан на 19 февруари 1691 г. във фамилната гробница в градската църква в Йена. След смъртта му измира линията на херцозите на Саксония-Йена и херцогството преминава обратно към Саксония-Ваймар и Саксония-Айзенах.